# Roser Agell i Cisa
Roser Agell i Cisa (Barcelona, 1924 — Barcelona, 3 de maig de 2021) fou una artista plàstica, pintora, dibuixant i gravadora.
Es va iniciar a la pintura i a l'escola del pintor Víctor Esteban Ripaux cap al 1940, on va entrar en contacte amb l'ambient renovador i amb els artistes i intel·lectuals d’avantguarda del moment. Es va formar com artista a l'Escola de Belles Arts de Barcelona (1951) i va continuar els estudis a Roma. Durant l'estada a aquesta ciutat va conèixer el pintor Jaume Muxart i Domènech, amb el qual es va casar l'any 1958. El mateix any guanyà el primer premi al Saló de Setembre de Sitges.
Durant aquests anys va participar en diferents col·lectives i va obtenir el Premi Círculo Ecuestre del 1956 i el primer premi en l’Exposició Internacional Blanca Subur de Sitges el 1958. Posteriorment va formar part de diferents certàmens nacionals i internacionals com el primer Salón Femenino de Arte Actual (Barcelona, 1962), la VII Biennal de São Paulo del 1965 o la Exposició d'Arte Fantàstico (Rio de Janeiro, 1965). Paral·lelament, va exposar individualment o amb Jaume Muxart a les sales Grifé i Escoda, Nàrtex i en diverses galeries de Roma, Madrid i Nova York.
Roser Agell ha desenvolupat una tasca ingent com a il·lustradora de llibres, revistes i targetes. Del seu treball com a il·lustradora infantil destaquen les portades i dibuixos als primers números de la revista Cavall Fort. També ha fet incursions en l'art tèxtil i en la pintura mural, decorant l'Església de Santa Maria a l'antiga colònia industrial de Cal Bassacs.
En pintura, ha treballat tant amb llenguatges figuratius com abstractes. A la seva obra ha mantingut una explícita distància amb el realisme, conreant imaginaris personals, i donant importància al dibuix i a la construcció de les composicions. Des de la dècada de 1990 ha treballat partint d'objectes concrets i coneguts: taules, violins, cafeteres, per tal d'experimentar amb materials, composicions i tècniques diverses. Les obres abstractes, informals, les treballa amb una gran subtilesa en la composició i el ventall cromàtic, per construir imatges que remeten a paisatges poètics i al·legòrics.
La seva obra ha evolucionat des d'un figurativisme delicat basat en un dibuix estilitzat, que ha emprat en extenses sèries de nadales i il·lustracions, fins a un simbolisme que combina elements abstractes i signes amb al·lusions explícites a la realitat. Hi predomina sempre el caràcter poètic o al·legòric. Segons Josep Francesc Ràfols, la seva pintura s’ha inclòs dins del corrent magicista proper al surrealisme, en el qual cal situar també la pintura de Jaume Muxart i dels pintors del grup Dau al Set. Fa una síntesi d’elements abstractes i de referències a la realitat que configuren un univers d’imatges evocador i misteriós i la seva manera de representar l'espai és propera a la pintura de l’anglès Francis Bacon.
En la seva obra ha treballat amb tècniques diferents, com la pintura a l’oli, l’acrílica, el guaix i el collage, amb colors suaus, tot i que puntualment també ha emprat tons violents i progressivament ha anat prenent més interès per la textura.
L'obra de Roser Agell ha estat objecte de diverses exposicions individuals com la del 2014 Els mons de Roser Agell, Muxart. Espai d'Art i Creació Contemporanis, Martorell. Conserven obra seva la Reial Acadèmia Catalana de Belles Arts de Sant Jordi de Barcelona i el Museu Episcopal de Vic.

## Exposicions individuals
- R. Agell. Barcelona, Sala Rovira, 06/04/1958-19/04/1958[11]
- Roser Agell. Barcelona, Galeria Grifé Escoda, 11/11/1967-24/11/1967[12]
- Roser Agell.Barcelona, Galería Nartex, 28/10/1975 - 15/11/1975[13]
- Roser Agell. Barcelona, Galería Nartex, 22/11/1977-14/12/1977[14]
- Barcelona, El Setze Galeria d'Art, 31/01/1981-19/02/1981[15]
- Roser Agell: dibuixos i pintures: entre pauses, 1960/1996. Martorell, Sala d'Exposicions Jaume Muxart, 4/10/1996-27/10/1996[16]
- Roser Agell: obra sobre paper. Capellades, Museu Molí Paperer de Capellades, 20/05/2001-29/07/2001[17]